# Ranzan
Ranzan (嵐山町, Ranzan-machi) est un bourg du district de Hiki, situé dans la préfecture de Saitama, au Japon.

## Géographie

### Situation
Ranzan est situé dans le centre de la préfecture de Saitama.

### Municipalités limitrophes
| Yorii    | Fukaya   | Kumagaya         |
| Ogawa    | Ranzan   | Namegawa         |
| Tokigawa | Hatoyama | Higashimatsuyama |

### Démographie
Au 1er octobre 2013, la population de Ranzan s'élevait à 18 400 habitants répartis sur une superficie de 29,85 km2. En février 2025, la population était estimée à 17 328 habitants.

## Histoire
Le village moderne de Sugaya est créé le 1er avril 1889 à la suite de la mise en place du système de municipalités modernes. Sugaya obtient le statut de bourg le 15 avril 1967 et est renommé Ranzan.

## Transports
Ranzan est desservi par la ligne Tōjō de la compagnie Tōbu à la gare de Musashi-Ranzan.